# Leszowe

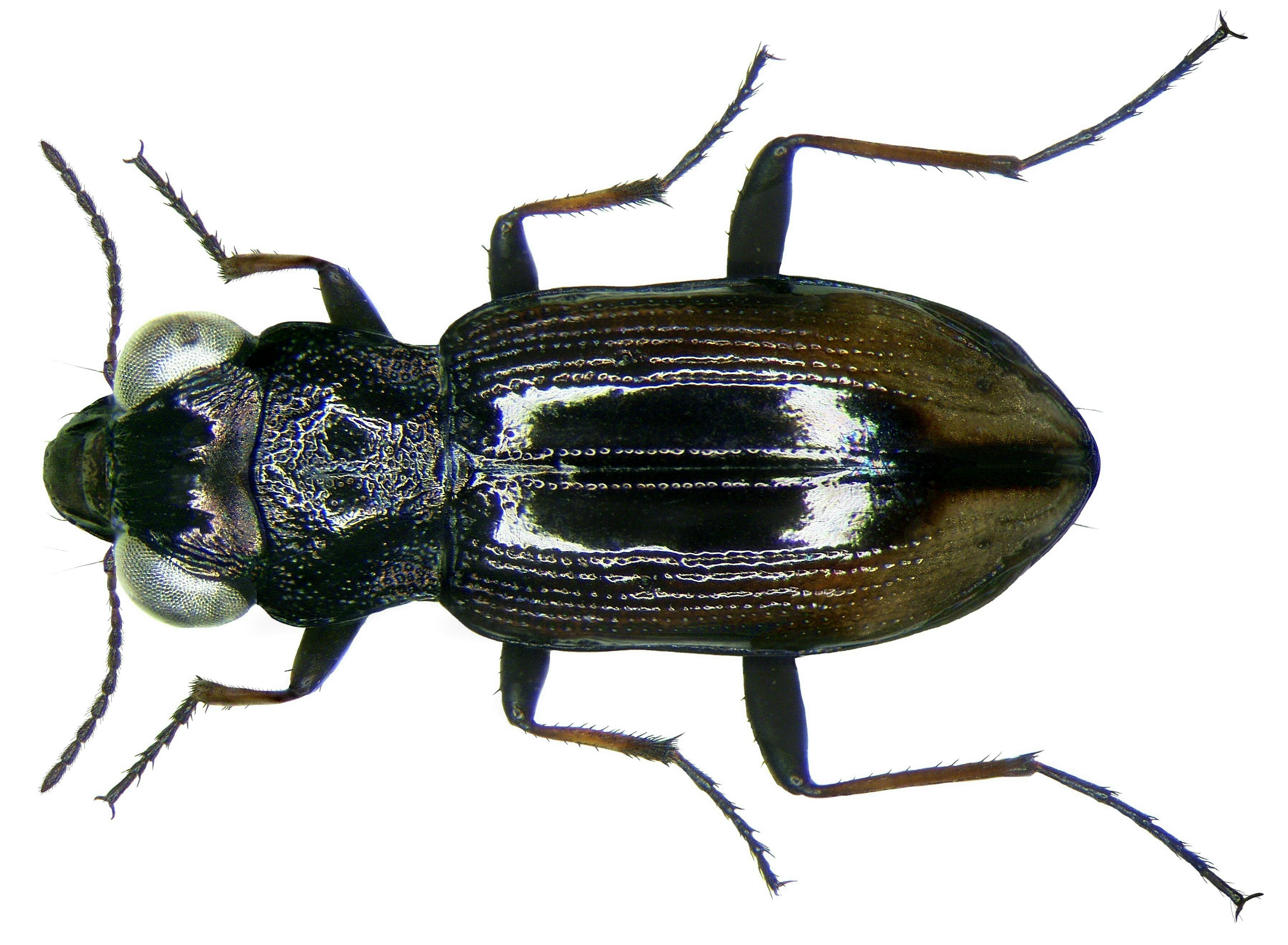
Wyszczerek żwawy z plemienia Notiophilini

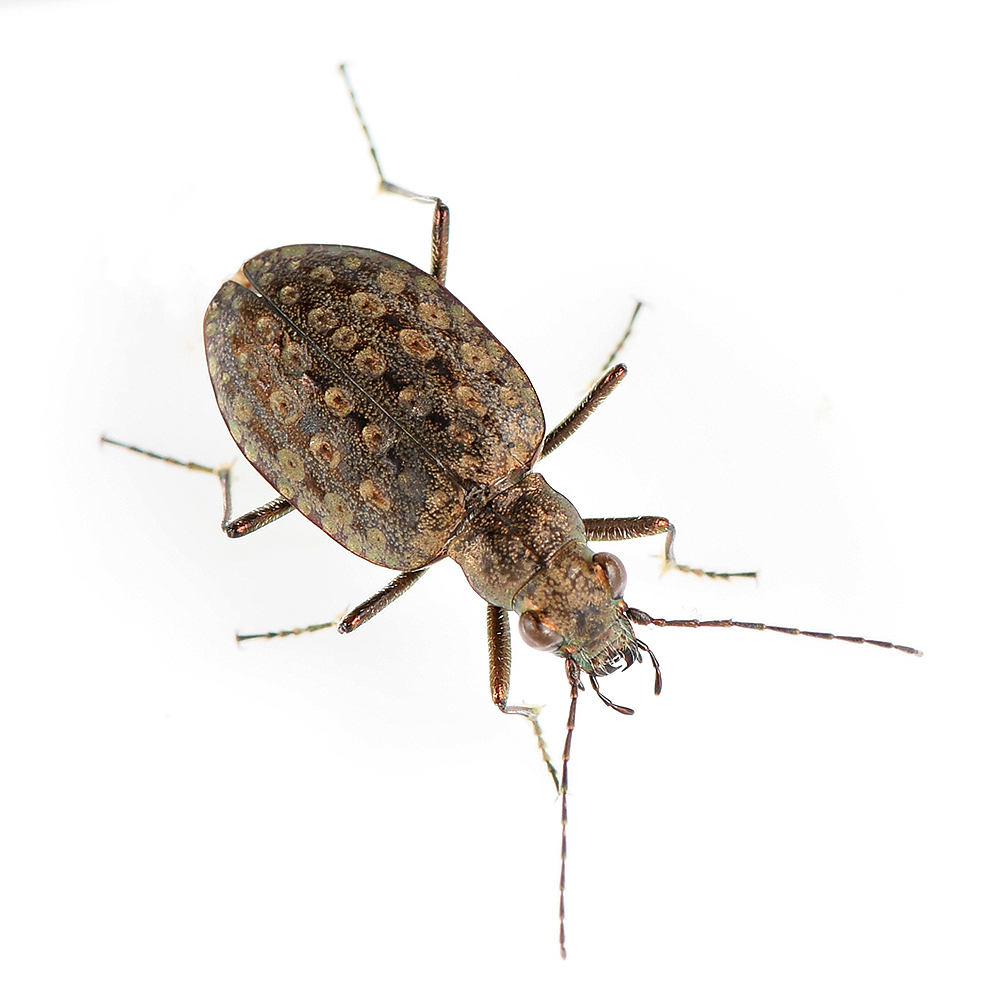
Opisthius richardsoni z plemienia Opisthiini

Leszowe (Nebriinae) – podrodzina chrząszczy z podrzędu drapieżnych i rodziny biegaczowatych.

## Morfologia i zasięg
Przedstawiciele leszowych, podobnie jak Carabinae, cechują się otwartymi panewkami bioder przedniej pary oraz zewnętrzną listewką metepimeronu całkowicie zasłoniętą przez tylną krawędź metepisternum, która przejmuje jej funkcję. Synapomorfią leszowych są pozbawione szczecinek paramery w genitaliach samców.
Wszystkie plemiona leszowych z wyjątkiem południowoamerykańskiego Notiokasiini zamieszkują półkulę północną. W Polsce stwierdzono występowanie 21 gatunków z trzech rodzajów (zobacz: leszowe Polski).

## Taksonomia i ewolucja
Takson ten wprowadzony został w 1834 roku przez François L.N.C. Laporte’a de Castelnau.
Do podrodziny należy pięć plemion i jeden rodzaj nie zaliczony do żadnego z nich
- Nebriini Laporte, 1834 – lesze
- Notiokasiini Kavanaugh et Nègre, 1983
- Notiophilini Motschulsky, 1850 – wyszczerki
- Opisthiini Dupuis, 1912
- Pelophilini Kavanaugh, 1996
- plemię: incertae sedis
  - † Ledouxnebria Deuve, 1998

Zapis kopalny podrodziny sięga eocenu. Z epoki tej pochodzą skamieniałości Archaeonebria inexspectata, Nebria paleomelas i Nebria occlusa.